# Стоміс шліфований
Стоміс шліфований (Stomis pumicatus) — вид жуків родини турунів (Carabidae).

## Поширення
Вид поширений в Європі, крім північної частини, на Кавказі та Малій Азії. Присутній у фауні України. У 1984 році зафіксований в Північній Америці. Стабільна популяція існує на сході Канади.

## Опис
Жук завдовжки 6,5-8,5 мм. Тіло і надкрила темно-коричневі з світлішими кінцівками та антенами. Нижня щелепа виступає вперед і довга; права нижня щелепа є ширшою і трохи коротшою, ніж ліва. Перший сегмент антени довгий, решта короткі. Надкрила з 8 чіткими борознами. Крила відсутні або дуже короткі.

## Спосіб життя
Живе у місцях багатих гумусом. Трапляється у лісах, парках, садах, луках, полях. Жуки активні з ранньої весни до пізньої осені. Зимують серед моху, листяної підстилки або під корою. Нічні хижаки, вдень вони відпочивають під колодами або камінням, у норах гризунів тощо.